# エレクトラ (エウリピデス)
『エレクトラ』（エーレクトラー、希: Ἠλέκτρα、羅: Electra）は、古代ギリシアのエウリピデスによるギリシア悲劇の1つである。アガメムノーンの娘エーレクトラーと息子オレステースが、父を殺した母クリュタイムネーストラーに復讐する様を、アルゴン郊外の農家を舞台に描いている。基本的にアイスキュロスの『コエーポロイ』（供養する女たち）及びソポクレスの『エレクトラ』と同じ題材を扱っている。紀元前413年頃に作られたと推定される。上演成績は不明で、初演がソポクレス版より早いのかどうかについてもはっきりしていない。

## 背景
芝居が始まる前、トロイア戦争がはじまる前の時期に、将軍アガメムノーンが女神アルテミスの怒りを鎮めるため、娘のイーピゲネイアを生け贄に捧げた。この犠牲のおかげでギリシア軍はトロイアまで航海できたが、アガメムノーンの妻でイーピゲネイアの母であるクリュタイムネーストラーはこれに深い恨みを抱くようになった。10年後にアガメムノーンがトロイア戦争から帰還した際、クリュタイムネーストラーは恋人のアイギストスと一緒に夫を殺害した。

## あらすじ
この芝居はクリュタイムネーストラーと故アガメムノーンの娘エレクトラの紹介ではじまる。アガメムノーンの死の数年後、求婚者たちはエレクトラに求婚しはじめた。エレクトラの子どもが復讐を求めるかもしれないという怖れから、クリュタイムネーストラーとアイギストスはエレクトラをミュケーナイの農夫と結婚させた。農夫はエレクトラに優しく、妻の家名と純潔を尊重して性関係を持たずにいた。その親切の返礼にエレクトラは夫を助けて家庭の雑用をとりしきっていた。夫の優しさには感謝しているものの、エレクトラは自分の家から追い出されたことを恨み、社会的地位が劇的に変わったことについての葛藤をコロスに嘆いてみせる。
アガメムノーンの殺害に際し、クリュタイムネーストラーとアイギストスは、クリュタイムネーストラーとアガメムノーンのもうひとりの子どもであったオレステースをフォキスの王に預けて面倒をみてもらうようにしていた。フォキスでオレステースは王の息子ピュラデスと親しくなった。今や成長して大人になったオレステースとピュラデスは旅をしてエレクトラと夫の家にやってくる。オレステースはエレクトラに対して自分がオレステースであることを明かさず、オレステースの使者のふりをする。オレステースは復讐の計画を姉に打ち明ける前に、身元を隠したまま弟である自分と父アガメムノーンに対するエレクトラの忠誠心をはかろうとしているのである。しばらくしてエレクトラが熱烈に父の死の復讐を願っていることがはっきりする。ここで、オレステースを何年も前にフォキスに連れて行った老僕が入場してくる。老僕はひたいの傷からオレステースの身元を見破り、きょうだいの再会となる。
こうしてきょうだいを中心にクリュタイムネーストラーとアイギストスの殺害の企てがはじまる。老僕は、アイギストスは祝宴のため牛を生け贄にすべく家畜小屋で準備をしているところだと教える。オレステースはアイギストスと対決しに行き、一方でエレクトラは老僕をクリュタイムネーストラーのもとに送り、10日前に息子を産んだと伝えるように言う。エレクトラはこの報せでクリュタイムネーストラーが自宅にやってくるだろうとわかっていた。使者が到着し、オレステースが首尾良くアイギストスを殺害したと述べる。オレステースとピュラデスがアイギストスの死体を抱えて帰還する。クリュタイムネーストラーが近づいてくるにつれて、オレステースの母殺しの決意は揺らぎ始める。エレクトラは弟に、アガメムノーンへの義務を果たすため母を殺害しなければいけないと説得する。クリュタイムネーストラーが到着し、オレステースとエレクトラは母を家にさそいこんで、そこで母ののどを剣で切り裂く。
ふたりは嘆きと良心の呵責に苛まれながら家を離れる。ふたりが嘆くと、クリュタイムネーストラーのきょうだいで神となっているディオスクーロイ(カストールとポリュデウケース)が現れる。ふたりはエレクトラとオレステースに、母は罪の報いを受けただけであるが、ふたりの母親殺しはそれでも恥ずべき行為であると伝え、罪を贖い魂を浄めるには何をしなければならないかをきょうだいに教える。

## アイスキュロスのパロディとホメーロスへの言及
アイスキュロスのオレステイア三部作(紀元前458年に上演)は長きにわたる人気を誇った作品であり、エウリピデス版におけるオレステースとエレクトラの再会場面の構成にはその影響が明らかである。オレステイア三部作中の『供養する女たち』(おおまかなプロットはエウリピデスの『エレクトラ』と同じである)において、エレクトラは弟を髪の房、アガメムノーンの墓にあった足跡、何年も前に弟に作ってやった衣類など、いくつかの証拠で見分ける。エウリピデス版の見分けの場面は明確にアイスキュロスをパロディ化している。エウリピデス版『エレクトラ』では、エレクトラは、髪がぴったり合う理由などないし、オレステースの足跡は自分の小さな足跡に全く似ていないし、大人になったオレステースが小さな子どもの頃に作ってもらった衣類の布をまだ持っているなどばかげていると言って、こうした証拠を用いて弟を見分けられるという考えを笑う。
オレステースはそのかわりに、子ども時代に家で鹿を追いかけている時に負ったひたいの傷で見分けられる。これはホメーロスの『オデュッセイア』の英雄的な一場面を茶化したものである。『オデュッセイア』において、乳母エウリュクレイアは帰還したばかりのオデュッセウスを、子ども時代に最初のイノシシ狩りで負った太ももの傷で見分ける(19.428-54)。『オデュッセイア』では、オレステースがアルゴスに戻って父の死の復讐をとげたことがテレマコスのふるまいの模範として何度か言及されている。エウリピデスは『エレクトラ』の見分けの場面において、逆に『オデュッセイア』第19歌を参照していると言える。叙事詩の英雄にふさわしいイノシシ狩りのかわりに、エウリピデスは子鹿にまつわる少々喜劇的な事故のエピソードを考え出している。

## 日本語訳
- 『ギリシア悲劇Ⅳ エウリピデス（下）』 ちくま文庫、1986年 - 田中美知太郎訳
  - 元版『世界古典文学全集9　エウリピデス』 筑摩書房、1965年
  - 『ギリシア悲劇全集 第4巻 エウリピデス篇Ⅱ』 人文書院、1960年
  - 『ギリシア劇集』 新潮社、1963年。各・別版
- 『ギリシャ悲劇全集Ⅳ エウリーピデース編 Ⅱ』 内山敬二郎訳、鼎出版会、1978年
- 『ギリシア悲劇全集7 エウリーピデースⅡ』、「エーレクトラー」松本仁助訳、岩波書店、1991年
- エウリピデス『悲劇全集 2』 丹下和彦訳、京都大学学術出版会〈西洋古典叢書〉、2013年

## 翻案
- 『エレクトラ』 - 1962年にイレーネ・パパス主演で制作されたギリシア映画であり、この作品に基づいている。